# Strada statale 603 di San Giorgio Jonico
La ex strada statale 603 di San Giorgio Jonico (SS 603), ora strada provinciale 4 bis ex SS 603 (SP 4 bis) in provincia di Brindisi e strada provinciale ex SS 603 Carosino - Francavilla Fontana (SP ex SS 603) in provincia di Taranto, era una strada statale italiana, che fungeva da collegamento interprovinciale in Puglia. Attualmente è classificata come strada provinciale in tutto il suo percorso.

## Percorso
La strada ha origine nei pressi di Francavilla Fontana e proseguendo in direzione sud-ovest, raggiunge il confine con la provincia di Taranto, entrata nella quale, raggiunge il centro abitato di Carosino ed infine quello di San Giorgio Jonico.
Tracciato
| SP ex di San Giorgio Jonico |                                                                                                |      |      |           |
| Tipo                        | Indicazione                                                                                    | ↓km↓ | Note | Provincia |
|                             | Francavilla Fontana                                                                            | 0,0  |      | BR        |
|                             | Brindisi - Taranto Circonvallazione di Francavilla F.na Centro Intermodale                     | 1,1  |      | BR        |
|                             | ter Oria Manduria Sava San Marzano                                                             | 6,8  |      | BR        |
|                             | Grottaglie Taranto Sava Fragagnano San Marzano Aeroporto di Taranto-Grottaglie Bologna-Taranto | 11,6 |      | BR        |
|                             | Strada Prov.le 90                                                                              | 12,5 |      | TA        |
|                             | Carosino                                                                                       | 16,5 |      | TA        |

## Storia
Già contemplata nel piano generale delle strade aventi i requisiti di statale del 1959, è
solo col decreto del Ministro dei lavori pubblici del 23 settembre 1969 che viene elevata a rango di statale con i seguenti capisaldi d'itinerario: "innesto strada statale n. 7 a Francavilla Fontana - Carosino - innesto strada statale n. 7 ter a San Giorgio Ionico".
In seguito al decreto legislativo n. 112 del 1998, dal 2001 la gestione è passata dall'ANAS alla Regione Puglia, che ha provveduto al trasferimento dell'infrastruttura al demanio della Provincia di Brindisi e della Provincia di Taranto per le tratte territorialmente competenti.